# Dominique Champtiaux
Dominique Champtiaux est un officier général français.

## Biographie
Dominique Champtiaux a été le directeur de cabinet de Pierre Brochand, directeur des opérations de la DGSE. Il est auparavant celui de Jean-Claude Cousseran, le prédécesseur de Pierre Brochand. 
Au cours de sa carrière militaire, Dominique Champtiaux a notamment servi au 1er régiment de chasseurs parachutistes (RCP) ainsi au 9e RCP, régiment qu'il a d'ailleurs commandé entre 1989 et 1991.
Au sein de la DGSE, il a dirigé le Service Action (SA) de la Direction des Opérations (DO) avant de prendre la tête de cette dernière.
Le général Dominique Champtiaux est le directeur des opérations (Service Action de 1996 à 1997,) de la DGSE.
Il fut cité dans l'affaire des écoutes des proches de François Léotard dans les suites de l'affaire Sawari 2 concernant la vente de 3 frégates La Fayette à l'Arabie saoudite.[réf. nécessaire]
Il est cité en 2006 dans l'Affaire Clearstream 2 où Imad Lahoud lui attribue un rôle prépondérant et en 2010 dans l'affaire du compte japonais de Jacques Chirac.

## Décorations
- Officier de la Légion d'honneur (6 juillet 2000)
  -  Chevalier de la Légion d'honneur (18 août 1989)